# Quinta das Conchas (Metro de Lisboa)
Quinta das Conchas es una estación del Metro de Lisboa. Se sitúa en el municipio de Lisboa, entre las estaciones de Lumiar y Campo Grande de la Línea Amarilla. Fue inaugurada el 27 de marzo de 2004 junto con las estaciones de Odivelas, Senhor Roubado, Ameixoeira y Lumiar, en el ámbito de la expansión de esta línea a la zona de Odivelas, ya fuera de los límites de jurisdicción de la ciudad de Lisboa.
Esta estación se localiza entre rua Luís Pastor de Macedo, rua Tóbis Portuguesa y avenida Maria Helena Vieira da Silvana. El proyecto arquitectónico es de la autoría de los arquitectos Bartolomeu Costa Cabral, Mário Crespo, João Gomes y Anabela João, y las intervenciones plásticas de los artistas Joana Rosa y Manuel Baptista. A semejanza de las estaciones más recientes, está equipada para poder atender a pasajeros con movilidad reducida; varios ascensores facilitan el acceso al andén.